# أسوكا تاني
أسوكا تاني (باليابانية: 谷井 あすか) مواليد 19 يونيو 1978، هي مؤدية أصوات يابانية.

## الأعمال

### مسلسلات أنمي تلفزيونية
- إلفن ليد
- كيرو
- ماريا ساما غا ميترو
- سايونارا زتسبو سينسيه

### أوفا أنمي
- مونتو - نوزومي هيداكا

## وصلات خارجية
- أسوكا تاني على موقع IMDb (الإنجليزية)
- أسوكا تاني على موقع ميوزك برينز (الإنجليزية)
- أسوكا تاني على موقع قاعدة بيانات الفيلم (الإنجليزية)
- أسوكا تاني على موقع ANN person (الإنجليزية)